# Ljubo Vukić
Ljubo Vukić (Split, 3 de agosto de 1982) es un jugador de balonmano croata que juega de extremo izquierdo. Fue un componente de la Selección de balonmano de Croacia.
Con la selección ganó la medalla de plata en el Campeonato Europeo de Balonmano Masculino de 2008 y en los Juegos Mediterráneos de 2005.

## Palmarés

### RK Zagreb
- Liga de Croacia de balonmano (6):

2007, 2008, 2009, 2010, 2011, 2012
- Copa de Croacia de balonmano (6): 2007, 2008, 2009, 2010, 2011, 2012

### Meshkov Brest
- Liga de Bielorrusia de balonmano (5): 2014, 2015, 2016, 2017, 2018
- Copa de Bielorrusia de balonmano (5): 2014, 2015, 2016, 2017, 2018

## Clubes
- RK Split
- RK Medveščak Zagreb
- HRK Izviđač ( -2006)
- RK Zagreb (2006-2012)
- Meshkov Brest (2012-2018)